# Tralha
Na terminologia vexilológica, a tralha é a região da bandeira onde esta se prende ao mastro. Em geral, quando se representa bandeiras em publicações escritas nas línguas que se escrevem da esquerda para a direita, a tralha é desenhada à esquerda. O contrário de tralha é batente.

## Símbolo
O símbolo "#" às vezes é chamado de tralha ou cerquilha. Um dos significados da palavra tralha é "pequena rede", o que corresponde à aparência do símbolo. Ver também cerquilha.
No Brasil, esse símbolo tem várias denominações: "antífen" (em editoração, é marca de revisão para indicar espaço), "sustenido" (na escrita musical, anotado antes de uma nota indica que ela deve ser aumentada em meio tom), "grade" (pela aparência), "jogo da velha" (pela semelhança com o diagrama no qual se inicia este jogo popular) e ainda "hash", pelo uso difundido pelas redes sociais com o nome composto "hashtag", sendo "#" "hash" e "algumaSentença" "tag".